# アイヒシュテット
アイヒシュテット (Eichstätt) は、ドイツ連邦共和国バイエルン州オーバーバイエルンのアイヒシュテット郡に属す大規模郡都市で、同郡の郡庁所在地である。

## 地理

### 立地
バイエルン州のほぼ中央に位置し、市内をアルトミュール川が流れる。

### 地質
ゾルンホーフェン石灰岩の産出地で、始祖鳥標本のうちベルリン標本とゾルンホーフェン標本が当地で発見された。

## 歴史
741年、聖ウィリバルドがこの地にローマ帝国の教区を設置した。908年に特許を受けた。1802年の帝国代表者会議主要決議まで神聖ローマ帝国の支配を受けた。1806年、バイエルン王国の一部になった。1817年、マクシミリアン1世 (バイエルン王)は義理の息子であるウジェーヌ・ド・ボアルネにアイヒシュテットを与え、1821年に新たに教区を設置した。
1613年、バシリウス・ベスラーが『アイヒシュテット庭園植物誌』（Hortus Eystettensis）を著した。
1943年から1955年までカール・フリードリヒ・リップマンが居住した。

## 教育
国内唯一のカトリック系大学であるアイヒシュテット＝インゴルシュタットカトリック大学(1980年設立)が所在する。

## 人物
出身者
- アントン・フィルツ (1733–1760)
- フランツ・ハヴラタ (1963-)
- フロリアン・バーガー (1989-)

ゆかりの人物
- ウィクトル2世 (ローマ教皇)：一時期アイヒシュテットの司教だった
- フリッツ・フィッシャー (歴史学者)：一時期アイヒシュテットのギムナジウムに通った